# Мантек, Франк
Франк Мантек (род. 20 января 1959, Йена, Гера) — восточно-германский тяжелоатлет, бронзовый призёр чемпионатов Европы, мира и летних Олимпийских игр 1980 года в Москве, тренер по тяжёлой атлетике.

## Карьера
На Олимпиаде в Москве Мантек завоевал бронзовую медаль (165 + 205 = 370 кг), уступив венгру Петеру Бачако (170 + 207,5 = 377,5 кг) и болгарину Румену Александрову (170 + 205 = 375 кг). В рамках олимпийского турнира также были разыграны медали 54-го чемпионата мира по тяжёлой атлетике.
Через два года на чемпионате Европы и мира в Любляне немец снова стал бронзовым призёром, набрав в этот раз в сумме 377,5 кг.
После ухода из спорта перешёл на тренерскую работу. Самым известным из его учеников является призёр чемпионатов Европы и мира, олимпийский чемпион Маттиас Штайнер.